# Márcio Barbosa
Márcio Fernando Santos Barbosa, nascido em 20 de fevereiro de 1986 no Porto, é um ciclista português, membro da equipa NSJBI Victoria Sports Cycling Team.

## Biografia
Márcio Barbosa começa a sua carreira profissional em 2009, na equipa continental portuguesa Paredes Rota dos Móveis. Em 2013, termina o melhor escalador da Volta a Portugal. É suspenso no entanto dois anos pela Federação Portuguesa de Ciclismo, para análises sanguíneas anormais detectadas no seu passaporte biológico antes das edições de 2012 e 2013 da Volta a Portugal.
Uma vez terminda a sua suspensão, refaz o seu regresso à competição em 2016, nas fileiras da pequena equipa ACDC Trofa. Durando o verão, classifica-se segundo do Circuito Festas de Lousada., sexto do Circuito de Nafarrós, décimo de uma etapa na Volta a Segovia e décimo segundo do Campeonato de Portugal. Em maio de 2017, consegue a classificação dos sprints intermediários ao Grande Prémio Jornal de Notícias, prova do calendário nacional português
Para a temporada de 2018, supera a profissional nas fileiras da formação Aviludo-Louletano-Uli. Em julho, termina quarto e melhor corredor português do Grande Prêmio Nacional 2 de Portugal. Sempre em verão, consegue o grande Prêmio de Mortágua, terceiro série da Copa de Portugal, ante o seu colega Luís Mendonça.
Em janeiro 2019, é consagrado Campeão de Portugal de ciclocross.

## Palmarés
- 2002
  - 2.º do Campeonato de Portugal em estrada cadetes
- 2006
  -     - 5. ª etapa da Volta a Portugal do Futuro
- 2017
  - Circuito de Malveira
- 2018
  - Grande Prêmio de Mortágua
- 2019
  - Circuito de Malveira

## Classificações mundiais
| Ano             | 2011   |
| UCI Europe Tour | 936.º. |

## Palmarés em ciclocross
- 2018-2019
  -  Campeão de Portugal de ciclocross
- 2019-2020
  -  Campeão de Portugal de ciclocross